# Либан на Светском првенству у атлетици у дворани 2012.
Либан је једанаести пут учествовао на Светском првенству у атлетици у дворани 2012. одржаном у Истанбулу од 9. до 11. марта.  Репрезентацију Либана представљао је један такмичар који је учествовао у трци на 60 метара препоне.
На овом првенству Либан није освојио ниједну медаљу нити је оборен неки рекорд.

## Учесници
Мушкарци:
- Али Хазер — 60 м препоне

## Резултати

### Мушкарци
| Атлетичар | Дисциплина   | Лични рекорд | Квалификација | Квалификација | Полуфинале           | Полуфинале           | Финале               | Финале       | Детаљи |
| Атлетичар | Дисциплина   | Лични рекорд | Резултат      | Место         | Резултат             | Место                | Резултат             | Место        | Детаљи |
| --------- | ------------ | ------------ | ------------- | ------------- | -------------------- | -------------------- | -------------------- | ------------ | ------ |
| Али Хазер | 60 м препоне | 8,45         | 8,84          | 7. у гр. 1    | Није се квалификовао | Није се квалификовао | Није се квалификовао | 28 / 29 (32) |        |